# أمستردام- زاود
أمستردام- زاود (جنوب أمستردام) هو حي ( stadsdeel ) من أمستردام، هولندا. تم تشكيل البلدة في عام 2010 نتيجة لدمج الأقسام الإدارية السابقة آود زاود وزاوديرأمستل.